# Phthanophaneron harveyi
Phthanophaneron harveyi – gatunek ryby z rodziny Anomalopidae, jedyny przedstawiciel rodzaju Phthanophaneron.

## Zasięg występowania
P. harveyi występuje we wschodnim Pacyfiku; znany jest tylko z Zatoki Kalifornijskiej.

## Etymologia
Nazwa rodzajowa: gr. φθανο phthano „przybyć pierwszy”; φανερός phaneros „widoczny”. Epitet gatunkowy: E. Newton Harvey (1887–1959), amerykański zoolog.